# Liste de jeux Windows (A)
Cette liste de jeux Windows dont le titre commence par la lettre A recense des jeux vidéo sortis sur le système d'exploitation Windows pour PC.
Pour un souci de cohérence, la liste utilise les noms français des jeux, si ce nom existe.
Cette liste est découpée, il est possible de naviguer entre les pages via le sommaire.
- A.R.E.S.: Extinction Agenda
- A Bird Story
- A Blind Legend
- A Boy and His Blob
- A City Sleeps
- A Fistful of Gun
- A Fork in the Tale
- A Game of Dwarves
- A Game of Thrones: Genesis
- A Golden Wake
- A Good Snowman Is Hard to Build
- A Hat in Time
- A House of Many Doors
- A Kingdom for Keflings
- À la croisée des mondes : La Boussole d'or
- A Mortician's Tale
- A New Beginning
- A Normal Lost Phone
- A Plague Tale: Innocence
- A Plague Tale: Requiem
- À prendre ou à laisser
- A Second Face
- A Short Hike
- A Story About My Uncle
- A Stroke of Fate
- A Tale of Two Kingdoms
- A Vampyre Story
- A Virus Named Tom
- A Way Out
- A World of Keflings
- A-10 Cuba!
- A-Train PC: Classic
- A-Train IV
- A-Train 8
- A-Train 9
- A2 Racer
- A2 Racer II
- A2 Racer III: Europa Tour
- A2 Racer IV: The Cop's Revenge
- AaaaaAAaaaAAAaaAAAAaAAAAA!!! - A Reckless Disregard for Gravity
- Aarklash: Legacy
- Aaru's Awakening
- Abadía del crimen, La
- Abalone
- Abandoned Snowy Castle
- Abomination: The Nemesis Project
- Abraca
- Absolute Drift
- Absolute Zero
- Absolver
- Abuse
- Abyss Odyssey
- Abzû
- Academy, The: The First Riddle
- Accel World vs Sword Art Online
- Acceleration of Suguri X Edition
- Ace Combat: Assault Horizon
- Ace Combat 7: Skies Unknown
- Ace Lightning
- Ace of Angels
- Ace of Spades
- Ace Online
- Ace Ventura: The CD-Rom Game
- Aces High
- Aces of the Galaxy
- Achron
- Achtung Spitfire!
- Achtung! Cthulhu Tactics
- Act of Aggression
- Act of War: Direct Action
  - Act of War: High Treason
- Action Man: Arctic Adventure
- Action Man: Destruction X
- Action Man: Mission Xtreme
- Action Quake 2
- Action Taimanin
- Activision Anthology
- Actua Golf 2
- Actua Golf 3
- Actua Ice Hockey
- Actua Ice Hockey 2
- Actua Pool
- Actua Soccer 2
- Actua Soccer 3
- Actua Tennis
- Adam's Venture
- Addiction Pinball
- Adi ver. 1
- Adi ver. 2
- Adi ver. 3
- Adi ver. 4
- Adi ver. 5
- Adi : L'Entraîneur
- Adibou
- Adibou 2
- Adibou 3
- Adibou présente la Cuisine
- Adibou présente le Dessin
- Adibou présente la Magie
- Adibou : Éveil musical - L'Orgue fantastique
- Adibou : Initiation à l'anglais - Le Royaume Hocus Pocus
- Adibou : Sciences et Nature - L'Île volante
- Adibou et l'Ombre verte
- Adibou et les Saisons magiques
- Adibou et le Secret de Paziral
- Adibou et les Voleurs d'énergie
- Adiboud'chou à la campagne
- Adiboud'chou à la mer
- Adiboud'chou dans la jungle et la savane
- Adiboud'chou sur la banquise
- Adiboud'chou au cirque
- Adiboud'chou au Pays des Bonbons
- Adiboud'chou fête son anniversaire
- Adiboud'chou : Jardin des surprises
- Adiboud'chou soigne les animaux
- Adidas Power Soccer
- Adopt Me!
- Adrift
- Advent Rising
- Adventure Capitalist
- Adventure Pinball: Forgotten Island
- Adventure Rock
- Adventure Time: Battle Party
- Adventure Time : Explore le donjon et pose pas de question !
- Adventure Time : Finn et Jake mènent l'enquête
- Adventure Time : Le Secret du Royaume Sans Nom
- Adventures of Lomax, The
- Adventures of Pip
- Adventures of Shuggy, The
- AdvertCity
- Aegis of Earth: Protonovus Assault
- AER
- AFL 98
- AFL 99
- AFL Evolution
- AFL Evolution 2
- AFL Finals Fever
- AFL Live
- AFL Live 2
- AFL Live 2003
- AFL Live 2004
- AFL Live: Premiership Edition
- AFL Premiership 2005
- Aegis Defenders
- Aerofly FS
- Aerosmith: Quest for Fame
- Affaire Morlov, L'
- Africa Trail
- Afrika Korps vs. Desert Rats
- Afro Samurai 2
- After...
- Afterfall: Insanity
- Afterfall: Reconquest
- Afterlife
- Afterparty
- Against Rome
- Agarest: Generations of War
- Agarest: Generations of War 2
- Agarest: Generations of War Zero
- Agharta: The Hollow Earth
- Agassi Tennis Generation
- Agatha Christie: The ABC Murders
- Agatha Christie : Devinez qui ? Adapté de Dix Petits Nègres
- Agatha Christie : Le Crime de l'Orient-Express
- Agatha Christie : La Maison du péril
- Agatha Christie : Meurtre au soleil
- Agatha Christie : Mort sur le Nil
- Âge de glace 2, L'
- Âge de glace 3, L' : Le Temps des dinosaures
- Âge de glace 4, L' : La Dérive des continents - Jeux de l'Arctique
- Âge de glace, L' : La Folle Aventure de Scrat (en)
- Age of Booty
- Age of Chivalry
- Age of Conan: Hyborian Adventures
  - Age of Conan: Rise of the Godslayer
- Age of Decadence, The
- Age of Empires
  - Age of Empires: The Rise of Rome
- Age of Empires II: The Age of Kings
  - Age of Empires II: The Conquerors
  - Age of Empires II: The Forgotten
  - Age of Empires II: The African Kingdoms
  - Age of Empires II: Rise of the Rajas
  - Age of Empires II: Definitive Edition
- Age of Empires III
  - Age of Empires III: The WarChiefs
  - Age of Empires III: The Asian Dynasties
  - Age of Empires III: Definitive Edition
- Age of Empires IV
- Age of Empires Online
- Age of Empires: Castle Siege
- Age of Mahjong
- Age of Mythology
  - Age of Mythology: The Titans
- Age of Pirates: Caribbean Tales
- Age of Pirates: Captain Blood
- Age of Pirates 2 : City of Abandoned Ships
- Age of Sail
- Age of Sail II
  - Age of Sail II: Privateer's Bounty
- Age of Wanderer
- Age of Wonders
- Age of Wonders II: The Wizard's Throne
- Age of Wonders: Shadow Magic
- Age of Wonders III
- Age of Wonders: Planetfall
- Age of Wushu
- Agent Armstrong
- Agent Hugo: Hula Holiday
- Agent Hugo: Lemoon Twist
- Agent Hugo: Roborumble
- Agents of Mayhem
- AGEOD's American Civil War
- AGEOD's American Civil War II
- Aggelos
- Agile Warrior F-111X
- Agon : Le Mystère du codex
- Agon: Lost Sword of Toledo
- Agony
- AI Dungeon 2
- AI War: Fleet Command
- Ai yori aoshi
- Aide de Camp
- Aigle d'or, le retour - L'
- Aiken's Artifact
- AIM: Artificial Intelligence Machines
- AIM 2: Clan Wars
- AIM Racing
- Aion: The Tower of Eternity
- Air
- Air Assault Task Force
- Air Conflicts
- Air Conflicts: Pacific Carriers
- Air Conflicts: Secret Wars
- Air Conflicts: Vietnam
- Air Warrior II
- Airborne Assault
- Airborne Troops
- AirBuccaneers
- Airfix Dogfighter
- Airheart
- Airline Tycoon
- Airline Tycoon Evolution
- AirMech
- Airport Inc.
- Airport Mania
- Airport Simulator 2019
- Airport Tycoon
- Aiyoku no Eustia
- Akane Maniax
- Akane the Kunoichi
- Akane-Iro ni Somaru Saka
- Akatsuki Blitzkampf
- Akiba's Trip: Undead and Undressed
- Akimbo: Kung Fu Hero
- Akuji the Demon
- Al Emmo and the Lost Dutchman's Mine
- Al Unser Jr. Arcade Racing
- Al-Qadim: The Genie's Curse
- Aladdin
- Aladdin : La Revanche de Nasira
- Aladdin Chess Adventures
- Alan Wake
- Alan Wake's American Nightmare
- Albion Online
- Album secret de l'oncle Ernest, L'
- Alcatraz: Prison Escape
- Alchemy
- Alekhine's Gun
- Alerte Cobra Nitro
- Alex Kidd in Miracle World DX
- Alexandra Ledermann : Équitation Passion
- Alexandra Ledermann 2 : Équitation Compétition
- Alexandra Ledermann 3 : Équitation Aventure
- Alexandra Ledermann 4 : Aventures au haras
- Alexandra Ledermann 5 : L'Héritage du haras
- Alexandra Ledermann 6 : L'École des champions
- Alexandra Ledermann 7 : Le Défi de l'Étrier d'or
- Alexandra Ledermann 8 : Les Secrets du haras
- Alexandra Ledermann : La Colline aux chevaux sauvages
- Alexandra Ledermann : L'Eté au haras
- Alexandre
- Alexandre : L'Heure des héros
- Alfred Hitchcock: The Final Cut
- Alias
- Alice : Retour au pays de la folie
- Alice au pays des merveilles
- Alice au royaume de cœur
- Alice: An Interactive Museum
- Alida
- Alien Breed Evolution
- Alien Breed 2: Assault
- Alien Breed 3: Descent
- Alien Nations
- Alien Rage
- Alien Shooter
- Alien Shooter: Vengeance
- Alien Spidy
- Alien Swarm
- Alien Zombie Megadeath
- Alien: Isolation
- Alien: Trilogy
- Aliens: Colonial Marines
- Aliens: A Comic Book Adventure
- Aliens Online
- Aliens versus Predator (1999)
- Aliens versus Predator 2
  - Aliens versus Predator 2: Primal Hunt
- Aliens vs. Predator (2010)
- All Zombies Must Die!
- Allegiance
- Alliance of Valiant Arms
- Allied General
- Allods Online
- Alone in the Dark 3
- Alone in the Dark: The New Nightmare
- Alone in the Dark (2008)
- Alone in the Dark: Illumination
- Alpha Black Zero: Intrepid Protocol
- Alpha Prime
- Alpha Protocol
- Alphabet
- Alpine Ski Racing 2007
- Alter Ego
- Altitude
- Alto's Adventure
- Alvin et les Chipmunks
- Always Sometimes Monsters
- AM2R
- Amazing Alex
- Amazing Princess Sarah
- The Amazing Spider-Man
- The Amazing Spider-Man 2
- Amazon Trail, The
- Amazon Trail II
- Amazon Trail 3rd Edition: Rainforest Adventures
- Amber: Journeys Beyond
- Amenophis : La Résurrection
- America
  - America: Add On
- America II
- America's 10 Most Wanted
- America's Army
- American Chopper
- American Chopper 2: Full Throttle
- American Civil War: From Sumter to Appomattox
- American Conquest
  - American Conquest: Divided Nation
  - American Conquest: Fight Back
- American Girls Premiere, The
- American McGee's Alice
- American McGee's Grimm
- American Truck Simulator
- Amerzone, L' : Le Testament de l'explorateur
- Amid Evil
- Amnesia: Memories
- Amnesia: The Dark Descent
- Amnesia: A Machine for Pigs
- Amok
- Among the Sleep
- Among Trees
- Amy
- Anachronox
- Analogue: A Hate Story
- Anarchy Online
  - Anarchy Online: Notum Wars
  - Anarchy Online: Shadowlands
  - Anarchy Online: Alien Invasion
  - Anarchy Online: Lost Eden
- Anarcute
- Anastasia: Adventures with Pooka and Bartok
- Ancestors: The Humankind Odyssey
- Ancestors Legacy
- Ancient Trader
- Ancient Wars: Sparta
- And Yet It Moves
- Angband
- Angel Beats!
- Angel Love Online
- Angelique Special
- Angelique Special 2
- Angel's Feather
- Angels of Death
- Angels vs. Devils
- Angry Birds
- Angry Birds Rio
- Angry Birds Seasons
- Angry Birds Space
- Angry Birds Star Wars
- Angry Birds Star Wars II
- Animal Well
- Animaniacs: A Gigantic Adventure
- Animorphs: Know the Secret
- Ankh
- Ankh 2 : Le Cœur d'Osiris
- Ankh : Le Tournoi des Dieux
- Anna
- Anna Liberty : Opération Jean Bonnot
- Anno 1602
  - Anno 1602 : Nouvelles Îles, Nouvelles Aventures
  - Anno 1602 : Au nom des rois
- Anno 1503
  - Anno 1503 : Trésors, Monstres et Pirates
- Anno 1701
  - Anno 1701 : La Malédiction du dragon
- Anno 1404
  - Anno 1404 : Venise
- Anno 2070
  - Anno 2070 : En eaux profondes
- Anno 2205
- Anno 1800
- Anodyne
- Anomaly: Warzone Earth
- Another Brick in the Mall
- Another Lost Phone: Laura's Story
- Another Sight
- Another War
- Another World
- Anubis II
- Anthem
- Antichamber
- Antigraviator
- Antimony of Common Flowers
- Antiquia Lost
- AntiSquad
- AO International Tennis
- AO Tennis 2
- Aoi Shiro
- Aokana: Four Rhythm Across the Blue
- Apache
- Apache: Air Assault
- Apache / Havoc : Frères ennemis
- Apache Longbow
- APB: All Points Bulletin
- Ape Out
- Aperture Tag
- Apex Legends
- Apocalyptica
- Apotheon
- APOX
- Aqua
- Aqua Panic!
- AquaNox
- AquaNox 2: Revelation
- Aquanox Deep Descent
- Aquaria
- Aquatic Tycoon
- Arabesque
- Arabians Lost: The Engagement on Desert
- Arabian Nights
- Aragami
- Arcade Archives
- Arcade Party Pak
- Arcade's Greatest Hits: The Atari Collection 2
- Arcade's Greatest Hits: The Midway Collection 2
- Arcana Heart 3
- Arcania: Gothic 4
  - Arcania: Fall of Setarrif
- Arcanes
- Arcanum : Engrenages et Sortilèges
- Arcatera : La Confrérie des ombres
- Archangel
- ArcheAge
- ArchLord
- Arcomage
- Ardennes Offensive
- Are You Afraid of the Dark? The Tale of Orpheo's Curse
- Area 51 (1995)
- Area 51 (2001)
- Area 51 (2005)
- Arena
- Arena Wars
- Argo
- Arise: A Simple Story
- Ark Park
- Ark: Survival Evolved
- ARMA: Armed Assault
  - ARMA: Queen's Gambit
- ARMA II
  - ARMA II: Operation Arrowhead
- ARMA III
  - ARMA III: Apex
- ARMA Tactics
- Armada 2526
- Armadillo Run
- Armageddon Empires
- Armagetron
- Armed and Dangerous
- Armello
- Armies of Exigo
- Armikrog
- Armor Command
- Armored Fist
- Armored Fist 2: M1A2 Abrams
- Armored Fist 3
- Armored Warfare
- Army Men
- Army Men II
- Army Men 3D
- Army Men in Space
- Army Men: Air Attack
- Army Men: Air Tactics
- Army Men: RTS
- Army Men: Sarge's Heroes
- Army Men: Sarge's War
- Army Men: World War
- Arsenal of Democracy
- Arsène Wenger : Objectif 2002
- Arsène Wenger : Objectif 2006
- Art of Murder : FBIConfidential
- Art of Murder : Les Cartes du destin
- Art of Murder : La Traque du marionnettiste
- Art of Murder : The Secret Files
- Artful Escape, The
- Arthur et les Minimoys
- Arthur et la Vengeance de Maltazard
- Arthur's Quest : Lutte pour le royaume
- Artifact
- Artika.1
- Arx Fatalis
- Arzette: The Jewel of Faramore
- Ascend: Hand of Kul
- Ascendancy
- Ascension to the Throne
- Ascent, The
- Asda Story
- Ash of Gods: Redemption
- Asgard's Wrath
- Asghan: The Dragon Slayer
- Ashen
- Asheron's Call
  - Asheron's Call: Dark Majesty
  - Asheron's Call: Throne of Destiny
- Asheron's Call 2 : Les Rois déchus
  - Asheron's Call 2: Legions
- Ashes of the Singularity
- Ashes to Ashes
- Asphalt 7: Heat
- Asphalt 8: Airborne
- Asphalt 9: Legends
- Asphalt Overdrive
- Asphalt Xtreme
- Assassin's Creed
- Assassin's Creed II
- Assassin's Creed III
- Assassin's Creed III: Liberation
- Assassin's Creed IV Black Flag
- Assassin's Creed Rogue
- Assassin's Creed Brotherhood
- Assassin's Creed Chronicles
- Assassin's Creed Revelations
- Assassin's Creed Syndicate
- Assassin's Creed Odyssey
- Assassin's Creed Origins
- Assassin's Creed Unity
- Assassin's Creed Valhalla
- Assault Android Cactus
- Assault Heroes
- AssaultCube
- Assetto Corsa
- Assetto Corsa Competizione
- Asskickers, The
- ASTA: The War of Tears and Winds
- Astérix et Obélix
- Astérix : La Bataille des Gaules
- Astérix Maxi-Delirium
- Astérix et Obélix XXL
- Astérix et Obélix XXL 2 : Mission Las Vegum
- Astérix et Obélix XXL 3 : Le Menhir de cristal
- Astérix aux Jeux olympiques
- Asteroids
- Astonishia Story
- Astroneer
- AstroPop
- Atari Anniversary Edition
- Atari Anthology
- Atelier Firis: The Alchemist and the Mysterious Journey
- Atelier Lydie and Suelle: Alchemists of the Mysterious Painting
- Atelier Totori: The Adventurer of Arland
- Athènes 2004
- Atlantica Online
- Atlantide : L'Empire perdu - Atelier de jeux
- Atlantide : L'Empire perdu - L'Épreuve du feu
- Atlantis : Secrets d'un monde oublié
- Atlantis II
- Atlantis III : Le Nouveau Monde
- Atlantis Evolution
- Atlantis Underwater Tycoon
- Atom Zombie Smasher
- Atomega
- Atomic Bomberman
- Attack of the Earthlings
- Attack of the Saucerman!
- Attack on Pearl Harbor
- Attaque des Titans, L' : Les Ailes de la liberté
- Attaque des Titans 2, L'
- Au cœur de Lascaux
- Audiosurf
- Audiosurf 2
- Auditorium
- Aura : La Légende des mondes parallèles
- Aura 2 : Les Anneaux sacrés
- Aura Kingdom
- Auralux
- Auralux: Constellations
- Aurion : L'Héritage des Kori-Odan
- Aurora 4x
- Aurora Watching
- Auryn Quest
- Austin Powers: Operation Trivia
- Austin Powers Pinball
- Auto Assault
- Autobahn Police Simulator
- Autobahn Raser
- Autobahn Raser II
- Autobahn Raser IV
- Automachef
- Automation
- Avadon: The Black Fortress
- Avadon 2: The Corruption
- Avadon 3: The Warborn
- Avalon Heroes
- Avatar, le dernier maître de l'air
- Aven Colony
- Avencast: Rise of the Mage
- Aventures de Buzz l'Éclair, Les
- Aventures extraordinaires de Captain Spirit, Les
- Aventures de Sherlock Holmes, Les : La Nuit des sacrifiés
- Aventures de Tintin, Les : Le Secret de La Licorne
- Aventures de Willy Beamish, Les
- Aventures sur l'île Lego
- Aventuriers du rail, Les
- Avernum
- Avernum: Escape from the Pit
- Avernum 2
- Avernum 2: Crystal Souls
- Avernum 3
- Avernum 3: Ruined World
- Avernum 4
- Avernum 5
- Aviary Attorney
- Avicii InVector
- AWAY: The Survival Series
- Awesomenauts
- Axel and Pixel
- Axis and Allies (2004)
- Axiom Verge
- Ayakashi Ninden Kunoichiban
- Azada
- Azrael's Tear : À la recherche du Graal
- Aztaka
- Aztec : Malédiction au cœur de la cité d'or
- Aztez
- Azur et Asmar
- Azure Striker Gunvolt

| Sommaire : | Haut - A B C D E F G H I J K L M N O P Q R S T U V W X Y Z 0-9 |